# Krzeszowice

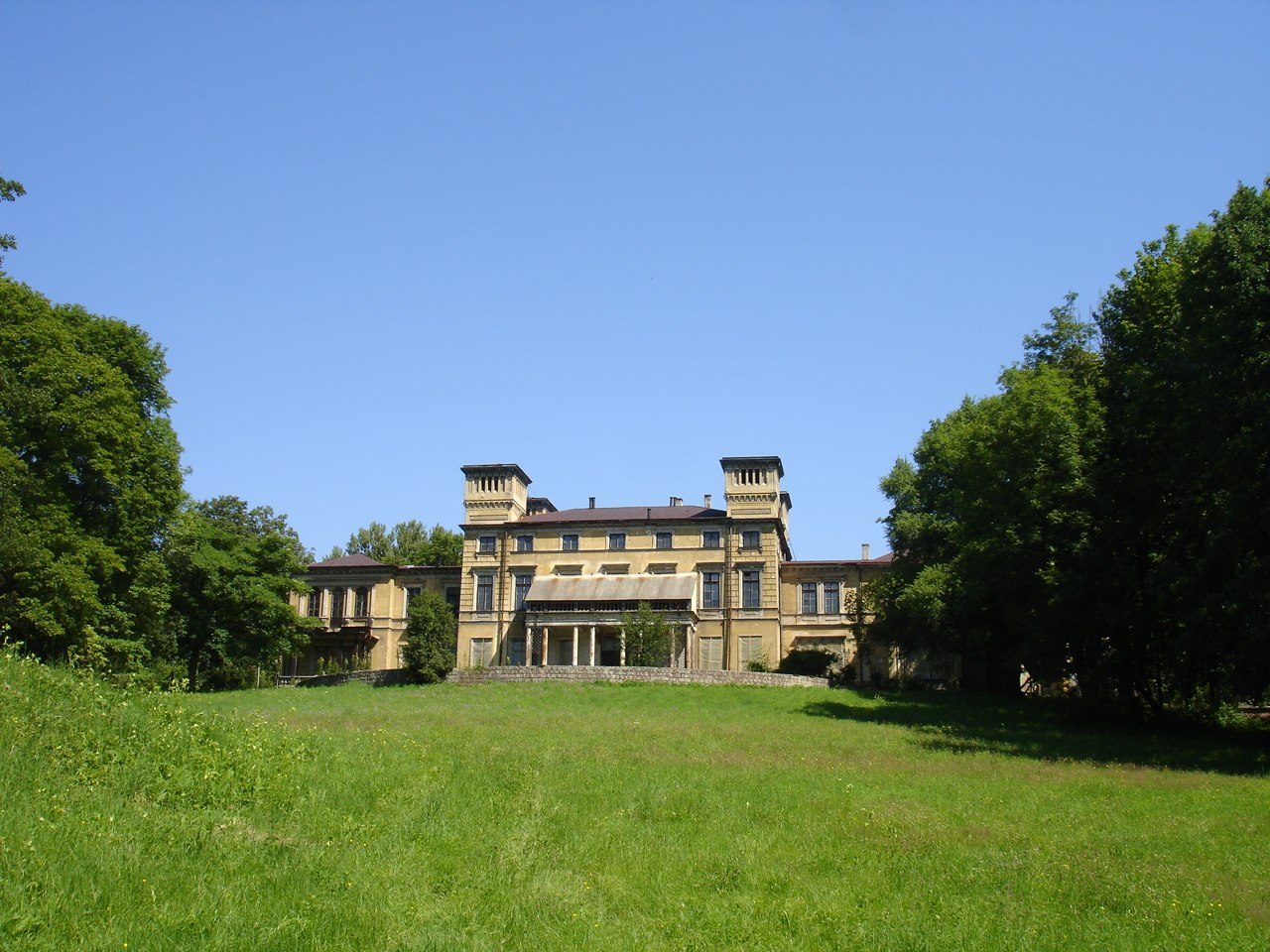
Palatul Potocki

Krzeszowice este un oraș în powiatul Cracovia, Voievodatul Polonia Mică, cu o populație de 10.288 locuitori (2009) în sudul Poloniei.
Krzeszowice face parte din Zona Metropolitană Cracovia, și se află la 25 kilometri vest de centrul orașului Cracovia. Orașul are o stație de cale ferată, pe o rută majoră de la Cracovia la Katowice, și se află de-a lungul Drumului Național Nr. 79, care merge de la Varșovia la Bytom. În 1928-1966 orașul a avut statutul de un centru balneo-climateric. Krzeszowice are un club de sport numit Swit, fondat în 1923.
Krzeszowice este situat în partea de sud a Upland Kraków-Częstochowa, cu numeroase peșteri și văi din zonă. În 1981, când a fost creat Complexul de Jura Parcuri Peisaj, au fost adăugate trei parcuri din gmina de Krzeszowice să-l (Rudnia Peisaj Park, Tenczynek Landscape Park și Cracovia Valea Landscape Park). În 2008, a fost selectat cu 19 sate din Europa - Germania, Polonia, Italia și Spania - pentru spanioli de film documentar "Satele din Europa" Pueblos de Europa, produse de Juan Frutos (Culori Communication Group) și Orange Productions SL

## Atracții turistice
- Biserica Sf. Martin construită în stil neogotic
- Palatul Potocki
- Palatul Vauxhall
- Grădinile Potocki
- Muzeul din Krzeszowice, cu o mică galerie de artă, cu obiecte de artă și mobilier.